# Małpie selfie

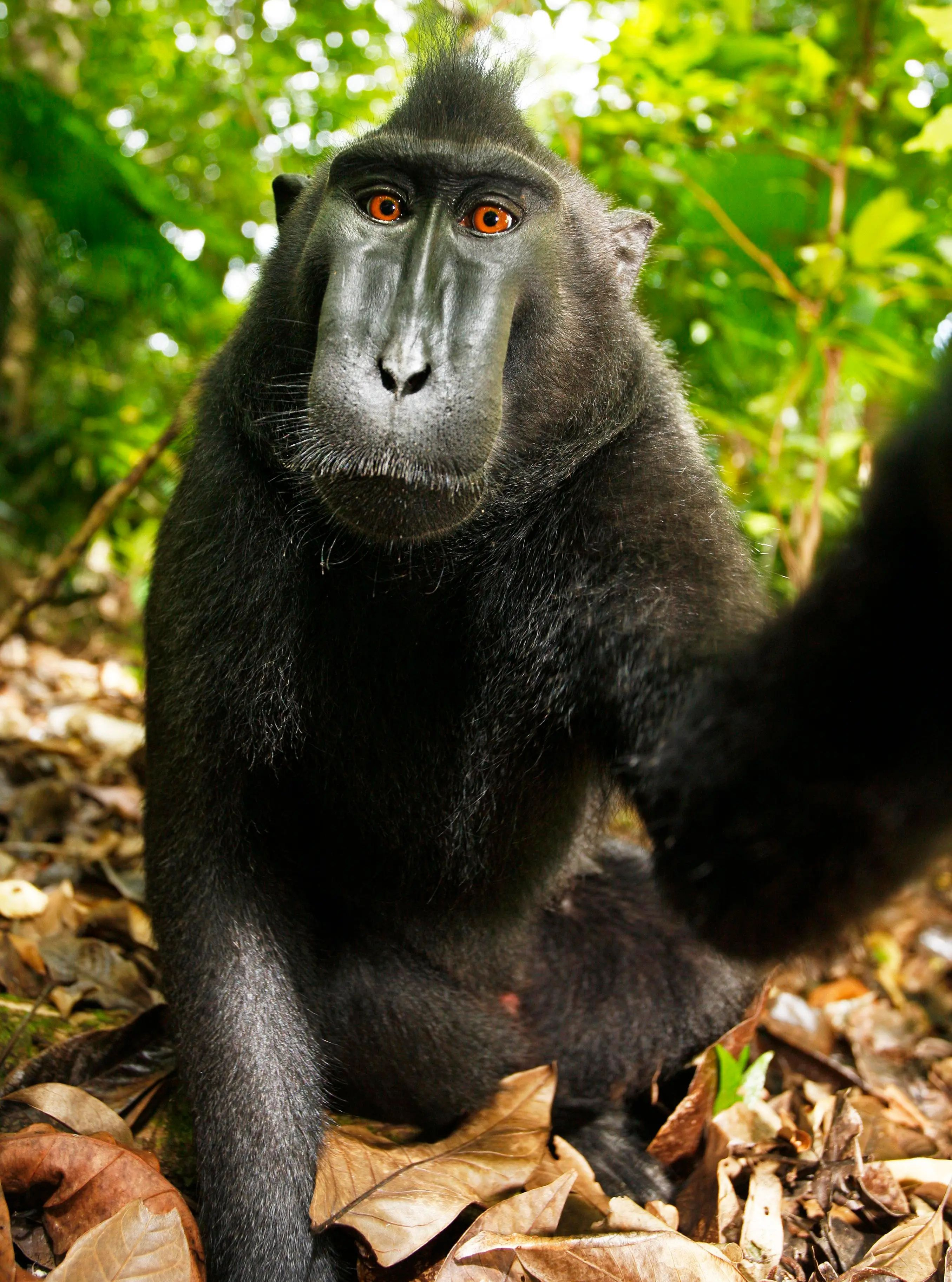
Jedno ze zdjęć będące przyczyną sporu

Małpie selfie – potoczna nazwa serii sporów o prawa autorskie selfie zrobionego przez małpę z gatunku makak czubaty, nazwaną Naruto, która użyła sprzętu należącego do brytyjskiego fotografa zwierząt, Davida Slatera. W spór jest uwikłany blog Techdirt, który umieścił zdjęcia małpy w lipcu 2011 roku bez zgody Slatera. Wkrótce do sporu przyłączyła się PETA.
Według Davida jest on jedyną osobą posiadającą prawo do zdjęć, ponieważ to on zaaranżował całą sytuację, w wyniku której powstały fotografie. Do sporu dołączyła się wtedy PETA, zarzucając Slaterowi naruszenie praw autorskich Naruto. Ta część sporu skończyła się orzeczeniem sądu w 2016 roku, w którym sąd stwierdził, że zwierzę nie może być podmiotem praw autorskich. Strony sporu doszły do porozumienia, w wyniku którego Slater miał zapłacić część przyszłych dochodów na rzecz organizacji fotografów dzikiej przyrody.
W 2017 roku David Slater wydał oświadczenie, w którym opisał, że przez darmowy dostęp do jego zdjęć w witrynie Wikimedia Commons, a także przez sprawę z PETA stracił 10 tys. funtów brytyjskich lub więcej i mocno skrzywdziło to jego pracę jako fotografa dzikiej przyrody.

## Geneza zdjęć
Od 2008 roku brytyjski fotograf dzikiej przyrody, David Slater, regularnie podróżował do Indonezji, aby robić zdjęcia krytycznie zagrożonemu gatunkowi makaków czubatych. W 2011 roku udzielił licencji na opublikowanie kilku zdjęć agencji prasowej Caters, która wydała je brytyjskim mediom do publikacji wraz z cytatami Slatera. 4 lipca 2011 roku niektóre czasopisma pochwyciły temat i wydały swoje artykuły wraz ze zdjęciami: „Małpa kradnie kamerę, aby zrobić sobie zdjęcie” (czasopismo The Telegraph), „Kamera na statywie uruchomiona przez przechodzące obok małpy” (czasopismo The Guardian), „Kamera uruchomiona przez małpy zaciekawione swoim odbiciem w obiektywie” (tabloid Daily Mail). Publikacje zawierały również cytaty podróżnika takie jak „Musiał on [małpa] zrobić setki zdjęć, zanim zabrałem z powrotem mój aparat”. Następnego dnia czasopismo Amateur Photographer zgłosiło, że otrzymało od Slatera wyjaśnienia jak zdjęcia zostały zrobione. Sprostowali, że zdjęcia nie powstały po tym jak małpy skradły fotografowi aparat, ale został on umieszczony na specjalnym statywie, dookoła którego bawiły się zwierzęta. Slater odpychał resztę stada gdy pojedynczy osobnik podchodził do aparatu. 28 lipca 2017 roku czasopismo Vice opublikowało wywiad ze Slaterem, który zawierał kolejne informacje od podróżnika i jego zdanie na temat przekręcania genezy zdjęć. Odpowiedział, że te nieścisłości nie przeszkadzają mu, gdyż większość z nich jest zabawna i dobra dla mediów jako materiał do dyskusji.
Późniejszym czasem Slater podał na swojej stronie i innych portalach dodatkowy opis. Otóż przez trzy dni wraz z przewodnikiem śledził on stado 25 małp zdobywając ich zaufanie. Zauważył, że są bardzo zafascynowane aparatem i sprzętem, który niósł ze sobą. Próbowały nawet mu go ukraść. Postanowił on umieścić kamerę na statywie wraz z szerokokątnym obiektywem i pozwolił małpom się bawić sprzętem. Urządzenie było podłączone do zdalnego przełącznika umieszczonego obok kamery, który robił zdjęcia za każdym razem, kiedy małpa go przycisnęła. Ta „sesja zdjęciowa” trwała około pół godziny i w jej rezultacie powstało kilkanaście zdjęć. Skończyła się, kiedy dominujący samiec w stadzie zaczął być zbyt energiczny i uderzył Slatera.

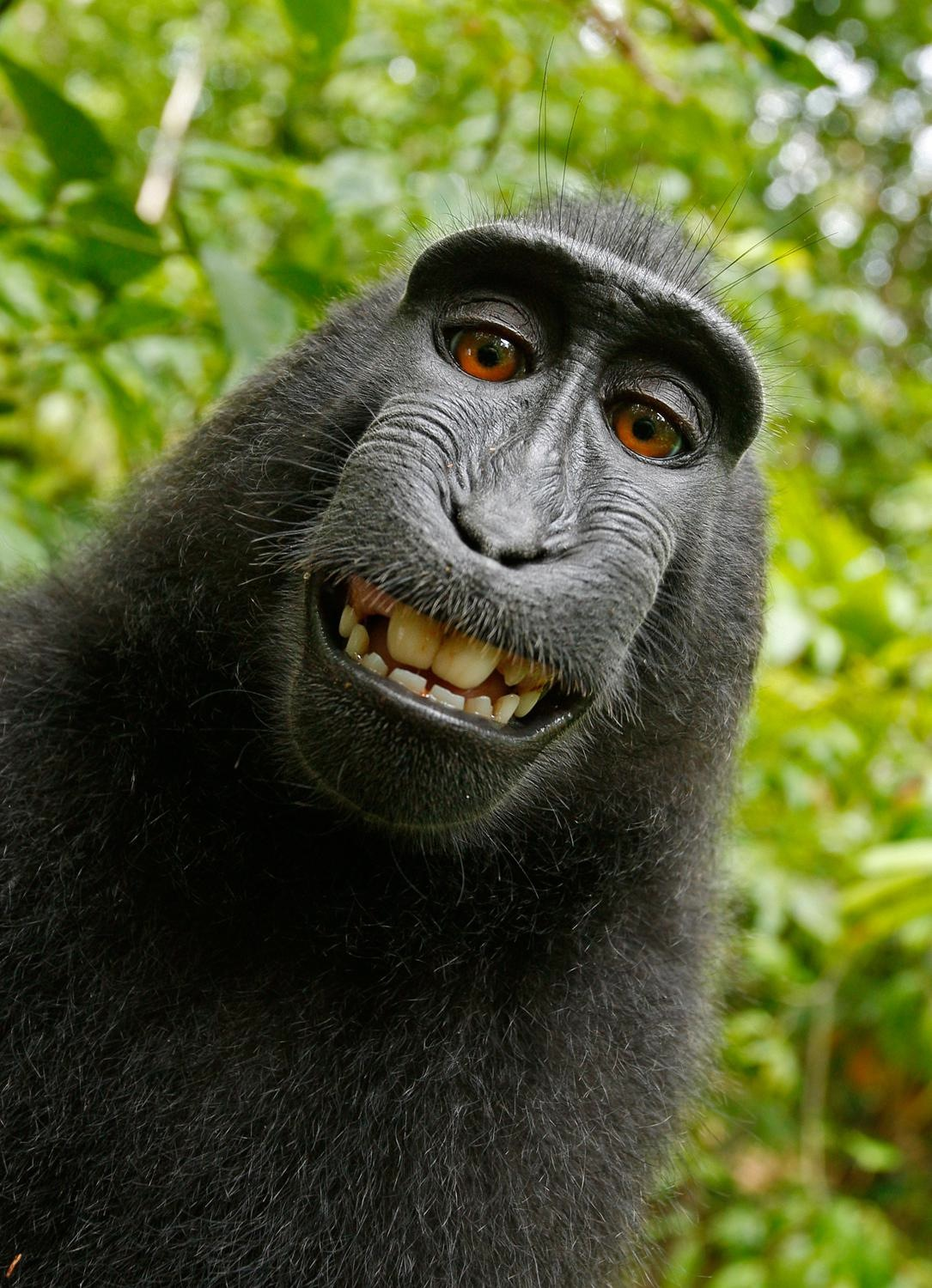
Najsłynniejsze „selfie”

## Problemy z prawami autorskimi
9 lipca 2011 roku edytor Wikimedia Commons opublikował zdjęcia z czasopisma The Daily Mail. Przesłał on fotografie, ponieważ zapewnił, że należą one do domeny publicznej jako praca zwierzęcia. Twierdził, że dzieło nie posiada ludzkiego autora, a więc nie ma nikogo, kto mógłby nabyć prawa autorskie do niego. Slater po kilku dniach odkrył publikacje i nakazał Wikimedia Foundation usunąć zdjęcia. Początkowo zostały one skasowane, ale przywrócono je po dłuższej dyskusji społeczności na temat praw do fotografii. Wtedy Slater po raz drugi upomniał się, aby zdjęcia zniknęły z portalu. Tym razem otrzymał odpowiedź od fundacji, że skoro fotografie nie zostały zrobione przez człowieka, nie mogą być objęte prawami autorskimi i należą do domeny publicznej.
Konflikt Slatera z Wikimedia Foundation został opisany przez blog Techdirt 12 lipca 2011 roku. Wraz z artykułem zostały zamieszczone zdjęcia małp uzasadnione licencją domeny publicznej i tym, że małpa wykonująca zdjęcie nie może być podmiotem praw. Spowodowało to kolejne poruszenie, gdyż Slater nie chciał, aby zdjęcia trafiły do Internetu.
Argumentem Slatera na jego prawa do zdjęć było to, że zaaranżował on całą sytuację i miał ogromny wkład w zrobienie zdjęć, a więc z jego punktu widzenia przeczyło to zasadom domeny publicznej. W wywiadzie z BBC powiedział: „Zostałem zaakceptowany jako członek stada, małpy dotykały mnie, dbały o mnie. Pomyślałem więc, że same mogą zrobić sobie fotografie. Zamieściłem kamerę na statywie, ustawiłem kadr i odpowiednią ekspozycję. Wszystko co pozostało małpie to wcisnąć guzik i wykonać zdjęcie”. Dodatkowo na swojej stronie prostował, że sytuacja z małpą, która ukradła mu aparat, była zupełnie innym wydarzeniem, które zaszło o wiele wcześniej niż wykonanie „selfie”.
21 sierpnia 2014 roku Urząd Praw Autorskich USA orzekł, że zdjęcia nie mogą zostać objęte prawami autorskimi, ponieważ wedle prawa Stanów Zjednoczonych jedynie dzieła wykonane przez człowieka mogą im podlegać. A więc prace wykonane przez maszyny, rośliny lub zwierzęta nie zostają objęte prawami autorskimi.
Zdaniem amerykańskich i brytyjskich prawników zajmujących się własnością intelektualną, Mary M. Lurii i Charlesa Swana, twórcą fotografii było zwierzę, a nie człowiek, więc zdjęcia nie podlegają prawom autorskim niezależenie do kogo należał sprzęt, które owe zdjęcia wykonał. W trzeciej edycji Compendium of U.S. Copyright Office Practices (wydanej 22 grudnia 2014 roku) Urząd Praw Autorskich USA dodał do przykładów, które nie podlegają prawom autorskim ze względu na brak udziału człowieka, m.in. „zdjęcie zrobione przez małpę” oraz „mural namalowany przez słonia”.

## Wikimania 2014

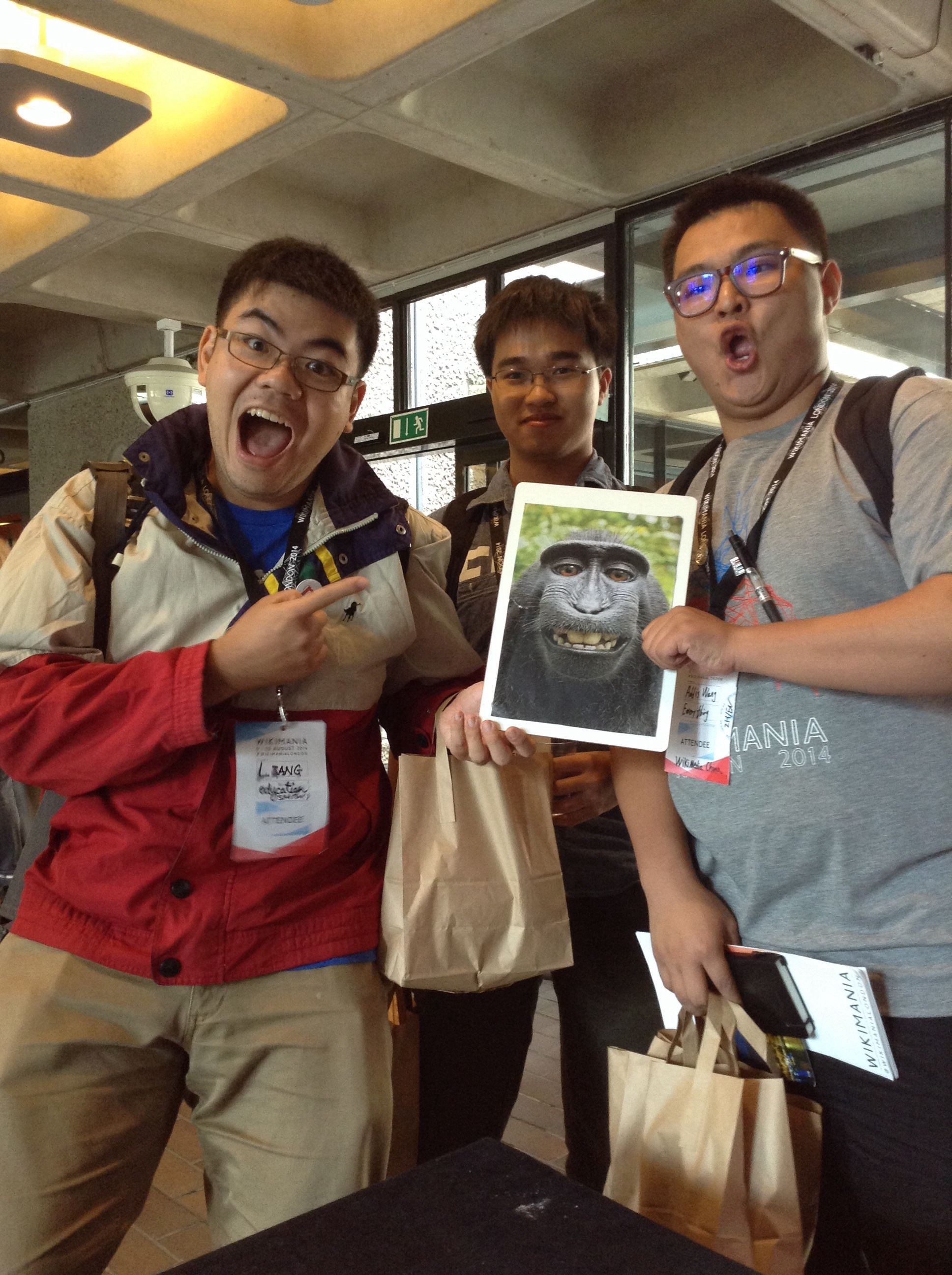
Uczestnicy Wikimanii wraz z „Małpim selfie”

„Małpie selfie” wystąpiło też na Wikimanii 2014. Uczestnicy konferencji wraz z jednym z założycieli Wikipedii i członkiem zarządu Wikimedia Foundation Jimmym Walesem pozowali z wcześniej wyciętymi kartonowymi szablonami fotografii makaka. Reakcje na te selfie były mieszane. Głównie na Twitterze część osób była zniesmaczona postawą Walesa, którą uznali za „nietaktowne chlubienie się”.

## Konflikt z PETA
3 grudnia 2014 David Slater wydał książkę zatytułowaną „Wildlife Personalities” w której umieścił fotografie małp, a jedno z selfie znalazło się na okładce. 22 września 2015 Ludzie na rzecz Etycznego Traktowania Zwierząt (PETA) wystosowali pismo, pozywając Davida Slatera, a także wydawnictwo „Blurb”, które opublikowało książkę. Ich celem było, aby Naruto (tak nazwali osobnika widocznego na „małpim selfie”) został podmiotem praw autorskich. Druga część pozwu stanowiła, że PETA będzie zarządzała środkami, które wpłyną ze zdjęć i przekaże je na opiekę Naruto oraz innych makaków czubatych w rezerwacie w Sulawesi. PETA postąpiła tak, występując jako next friend. W świetle prawa precedensowego jest to osoba, która pozywa w imieniu innej osoby, niebędącej w stanie samej tego zrobić. Pierwszą odpowiedzią na pozew były ironiczne słowa Angeli Dunning z wydawnictwa Blurb, która odpowiedziała, że PETA nie ma nawet pojęcia czy wstawia się za odpowiednią małpą.
Podczas procesu w styczniu 2016 roku sędzia okręgowy William Orrick III stwierdził, że prawa autorskie nie mogą zostać nadane nawet jeśli w zamyśle chodzi o ochronę zwierząt. PETA, niezadowolona z rezultatów, zaapelowała do Sądu Apelacyjnego USA dla Dziewiątego Okręgu. W San Francisco 12 lipca 2017 odbyła się dyskusja na temat praw do zdjęć małp. Prawnicy poszczególnych stron zdecydowali się na porozumienie i oficjalnie zakończyli dysputę 11 września 2017. Zdecydowali, że Slater przekaże 25% wszystkich przyszłych zarobków z „Małpiego selfie” na rzecz fundacji ochraniających dzikie małpy. Jednakże sąd nie zgodził się na takie zakończenie sprawy. Głównym powodem było to, że Naruto nie brał udziału w porozumieniu, a więc PETA nie mogła wypowiadać się w jego imieniu w czasie ustalania kompromisu. W listopadzie 2017 sąd apelacyjny zdecydował nie wznawiać procesu z 2016, ale Slater wciąż ma możliwość dotrzymać umowy zawartej między stronami dyskusji.

## Wpływ na Davida Slatera
Slater w wywiadzie z BBC News powiedział, że przez dostępność zdjęć na Wikimedia Commons stracił znaczną część dochodu. W pierwszym roku na fotografiach zarobił 2 tys. funtów, udzielając pozwoleń na ich publikacje. Po tym jak trafiły na Wikipedię, wszyscy stracili chęć do kupowania ich. Wycenił swoje straty na ponad 10 tys. funtów.
W lipcu 2017 został uznany za bankruta. Nie mógł zapłacić za podróż do odbywającej się wtedy rozprawy sądowej. Wszystkie pieniądze zarobione na zdjęciach pokryły koszty ostatniej wyprawy do Indonezji, a jego przychód po udostępnieniu fotografii zmalał do około 100 funtów miesięcznie. W jednej z ostatnich wiadomości do mediów przekazał, że nie czuje się już zmotywowany do robienia zdjęć i cała sytuacja z „małpim selfie” zrujnowała jego życie. Jedyne czym pociesza się Slater jest to, że dzięki niemu krytycznie zagrożony gatunek makaków czubatych został zauważony przez ludzi. Stały się atrakcją turystyczną, a tubylcza ludność zaczęła o nie dbać jak nigdy wcześniej.